# النا برکووا
النا برکووا (روسی: Елена Серге́евна Беркова؛ زاده ۱ آوریل ۱۹۸۵) یک بازیگر پورنوگرافی اهل روسیه است.
وی یکی از کاندیداهای انتخابات ریاست‌جمهوری ۲۰۱۸ روسیه در برابر ولادیمیر پوتین است که وعده مجازات اعدام برای آزار جنسی و متجاوزان جنسی، آموزش‌های جنسی در مدارس، ممنوعیت طلاق و اعلام جرم برای کسانی که دامن بلند می‌پوشند را داده‌است.